# کیزیل-بارژائو
کیزیل-بارژائو (انگلیسی: Kyzyl-Barzhau) یک شهرک در شهرستان نوریمانوفسکی استان باشقیرستان کشور روسیه است.